# Abriola
Abriola je italská obec v provincii Potenza v oblasti Basilicata.

## Historie
O původu obce neexistují žádné informace. První zmínka o osídlení pochází z 9. století, kdy zde Saracéni postavili opevněnou citadelu, která měla střežit údolí Fiumara di Anzi. Majitelem Abrioly byl Saracén Bomar, pán z  Pietrapertosy. Roku 907 přešla citadela do vlastnictví Sirifa. V tomto období získala současný název, odvozený ze slova  Briola tzn. „loviště lombardského hraběte“.
Ve 12. století se Abriola stala lénem Tarantského knížectví. V průběhu následujících staletí patřilo léno několika rodinám;  D'Orange, Di Sangro, Caracciolo a Federici.